# 亚历山德里亚 (新罕布什尔州)
亚历山德里亚，美国新罕布什尔州格拉夫顿县的一个城镇。该镇总人口1,613（2010年）。纽芬德湖位于该镇东北角。该镇总面积112平方公里，其中水域面积0.26平方公里。